# Colom imperial de la Micronèsia
El colom imperial de Micronèsia (Ducula oceanica) és una espècie d'ocell de la família dels colúmbids (Columbidae) que habita zones boscoses a les illes Carolines i Marshall.